# Ballplay
Ballplay – jednostka osadnicza w Stanach Zjednoczonych, w stanie Alabama, w hrabstwie Etowah.